# Isabel Le Bourdais
Isabel Le Bourdais (* 15. April 1909; † 2003) war eine kanadische Journalistin und Justizirrtumsjägerin.
Le Bourdais ging ins Havergal College und besuchte danach die University of Toronto, brach das Studium aber 1929 ab, um Stephen Dale zu heiraten, von dem sie sich vier Jahre später schied. Sie wurde Sozialaktivistin und schloss sich der Co-operative Commonwealth Federation (CCF) an. 1942 heiratete sie den Schriftsteller und CCF-Politiker Don LeBourdais. Ihr 1966 veröffentlichtes Buch The trial of Steven Truscott (deutsche Übersetzung von Brigitte Weitbrecht: Ist Steven Truscott ein Mörder?) trug zur Aufklärung des Falls Steven Truscott bei.